# Paus (musikgrupp)
Paus är en svensk musikgrupp bestående av Joakim Berg från Kent och Peter Svensson från The Cardigans. 
De har släppt ett album Paus och två singlar (Leia och Chock), samtliga kom ut under 1998. Svensson sjunger på samtliga låtar förutom covern på Pluras låt "Kärlekens tunga" som kom i samband med samlingsskivan Plura 50, en hyllningsplatta. 
Melodierna skrevs i huvudsak av Svensson, medan Berg bidrog med texter.

## Diskografi
Album
- 1998 – Paus

Singlar
- 1998 – Leia
- 1998 – Chock

Medverkan på samlingsskivor
- 2001 – Plura 50, en hyllningsplatta ("Kärlekens tunga")